# 김대근 (교육인)
김대근(金大根, 1947년 8월 12일 ~ )는 제12대 숭실대학교 총장이다. 제주도 제주에서 출생한 그의 현재 거주지는 대한민국 서울특별시이다.

## 생애
제주상업고등학교와 숭실대학교 경영학과를 졸업하고 서울대학교 경영대학원에서 경영학 석사 학위를 수료했으며 건국대학교 경영대학원에서 경영학 박사 학위를 받았다. 제주대학교에서 강사를 지낸 후 1984년부터 숭실대에서 근무하면서 학생처장, 경상대학장, 대학원장, 대외부총장 등을 거쳤다. 2009년 1월 19일에 열린 이사회를 통해 제 12대 숭실대학교 총장으로 선임되었다.
| 전임 이효계 | 제12대 숭실대학교 총장 2009년 3월 3일 ~ 2013년 2월 4일 | 후임 한헌수 |

| 전임 이효계 | 제6대 안익태 기념재단 이사장 2009년 4월 9일 ~ 2013년 2월 4일 | 후임 한헌수 |